# Hydrablabes
Hydrablabes är ett släkte av ormar. Hydrablabes ingår i familjen snokar.
Arterna är med en längd mindre än 75 cm små ormar. De förekommer på Borneo. Habitatet utgörs av skogar där individerna gräver i marken. Exemplaren vistas nära floder och andra vattendrag och de simmar ofta. Det vetenskapliga namnet är bildat av de gammalgrekiska orden hydra (vatten) och ablabes (ofarlig). Dessa ormar har en långsmal kropp.
Arter enligt Catalogue of Life och The Reptile Database:
- Hydrablabes periops
- Hydrablabes praefrontalis

IUCN listar Hydrablabes periops som livskraftig (LC) och den andra arten med kunskapsbrist (DD).